# Bund Deutscher Architektinnen und Architekten
Bund Deutscher Architektinnen und Architekten BDA e. V. jest związkiem zawodowym architektów w Niemczech.
Stowarzyszenie zostało założone 21 czerwca 1903 we Frankfurcie nad Menem, jako za zadanie mając odpowiedzialnie utrzymać wysoką jakość usług planistów i budowlańców. Organizacja funkcjonuje jako przedstawiciel interesów samodzielnych architektów, którzy zostaną przyjęci do Izby Architektów, w której architekci sprawują funkcje urzędnicze.
Do dzisiaj przyjmowanie nowych członków jest uzależnione od ich kwalifikacji projektowych oraz niezależności przedsiębiorstwa, takie kryteria są dość obiektywne w celu rozwiązania problemu definicji, gdzie w przeszłości a szczególnie w czasach zmian ten temat zawsze prowokował kontrowersyjne dyskusje.
BDA od trzech lat rozdaje nagrody: Wielką Nagrodę BDA (Großer BDA-Preis), Nagrodę BDA dla krytyków architektury oraz nagrodę architektoniczną „Nike”.
Stowarzyszenie jest zlokalizowane w Berlinie w Bezirk Mitte w „Deutsches Architektur Zentrum” (DAZ), czyli Centrum Niemieckich Architektów przy Köpenicker Straße 48/49.